# Сандра Рулофс
Сандра Елісабет Рулофс-Саакашвілі (нід. Sandra Elisabeth Roelofs, груз. სანდრა ელისაბედ რულოვს-სააკაშვილი; нар. 23 грудня 1968, Тернезен, Нідерланди) — ексдружина експрезидента Грузії Міхеіла Саакашвілі.

## Біографія
Сандра Рулофс за походженням — фламандка. Рулофс отримала грузинське громадянство в січні 2008 року, залишаючись у підданстві Нідерландів. Здобула вищу освіту в Інституті іноземних мов у Брюсселі та в Міжнародному інституті прав людини в Страсбурзі. Познайомилася з Міхеілом Саакашвілі 1993 року в Страсбурзі, в Міжнародному інституті прав людини, де викладала курс «Права людини». Пізніше, того ж року, вона переїхала до Нью-Йорка, де працювала в Колумбійському університеті і в нідерландській правозахисній фірмі. 1996 року пара повернулася до Грузії, де Сандра працювала в Міжнародному комітеті Червоного Хреста та консульстві Королівства Нідерландів у Тбілісі.
З 1999 до 2003 року Сандра Рулофс була запрошеним лектором у Тбіліському державному університеті, де викладала французьку мову.
Авторка автобіографічної книги «Перша леді Грузії. Розповідь ідеалістки» (2005).
Рулофс балотувалася як кандидатка від Єдиного національного руху на парламентських виборах Грузії 2016 року, однак депутатом не стала.
За кілька днів до повернення Саакашвілі до Грузії в жовтні 2021 року він записав у Facebook відео з народним депутатом України Єлизаветою Ясько, в якому вони розповіли, що перебувають у романтичних стосунках. Через кілька днів Ясько згадала Сандру Рулофс як «колишню дружину» Саакашвілі.
Крім своєї рідної нідерландської мови, Сандра Рулофс говорить французькою, англійською, німецькою, мінгрельською, грузинською та російською мовами.

## Особисте життя
У Сандри Рулофс та Міхеіла Саакашвілі — два сини: Едуард (1995) і Ніколоз (2005). 

## Благодійність
Заснований Сандрою Фонд Сохо — неурядова благодійна організація, що надає допомогу дітям, біженцям, самотнім пенсіонерам, багатодітним сім'ям. З 2007 року фонд займається репродуктивним здоров'ям і доглядом за новонародженими.